# آلفرد دننکلوس
آلفرد دننکلوس (انگلیسی: Alfred Desenclos; ۷ فوریهٔ ۱۹۱۲ – ۳ مارس ۱۹۷۱) آهنگساز، و استاد دانشگاه اهل فرانسه بود.

## افتخارات
وی همچنین برندهٔ جوایزی همچون جایزه بزرگ رم شده‌است.